# アンリ・ル・シダネル
アンリ・ル・シダネル（Henri Le Sidaner, 1862年 - 1939年）は、20世紀初頭に活躍したフランスの画家。月夜、庭のテーブル、薔薇、夕暮れなど身近な題材を独特なタッチで描いた。

## 生涯
1862年にインド洋のモーリシャス島ポートルイスで生まれる。1870年には家族でダンケルクに移る。その後パリに出て アレクサンドル・カバネルのアトリエで学ぶ。1882年にはエコール・デ・ボザールに入学。1年程従軍したのちに再びカバネルの下で学ぶが、方向性の違いからその元を離れる。印象派や新印象派、写実主義、象徴主義の影響を受けながらも独自の作風を確立してゆく。1894年にサロンに初出品し、その後1900年のパリ万国博覧会にも出品した。
シダネルは生涯を通して、フランス国内の様々な都市のみならず、ロンドンやニューヨーク、ヴェネツィア等へも旅をしたり移り住んだりした。特にパリ北方の小さな村ジェルブロワを愛し、1901 年には中世の面影が残るがジェルブロワに移り住む。当時のジェルブロワは過去の宗教戦争の影響で荒れていたが、シダネルは自宅の庭を薔薇園にし、さらには村全体を薔薇で埋め尽くすことを村の人々に提案した。村の人々はシダネルに共感し、季節になると薔薇が咲き乱れるようになったジェルブロワは現在「フランスの最も美しい村」の1つに選ばれている。
シダネルはその後ヴェルサイユに移り住み、1939年に第2次世界大戦勃発の数週間前にその地で亡くなった。
1989年に行われたパリ、マルモッタン美術館での大規模な個展をはじめ、近年はヨーロッパでひんぱんに展覧会が開催されている。
また、日本においては2011年から2012年にかけてメルシャン軽井沢美術館等で初の個展が開かれた。

## 作品

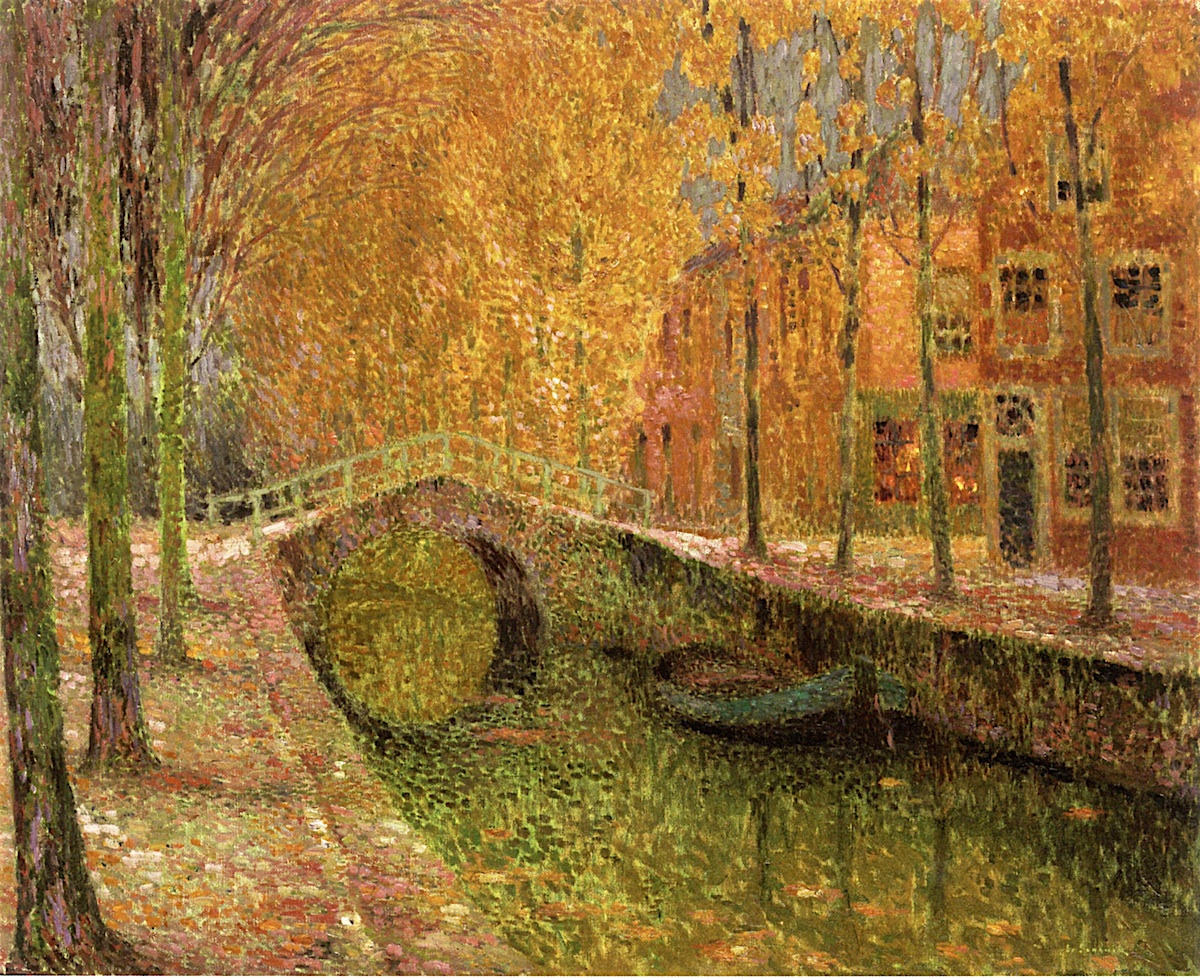
デルフトの運河
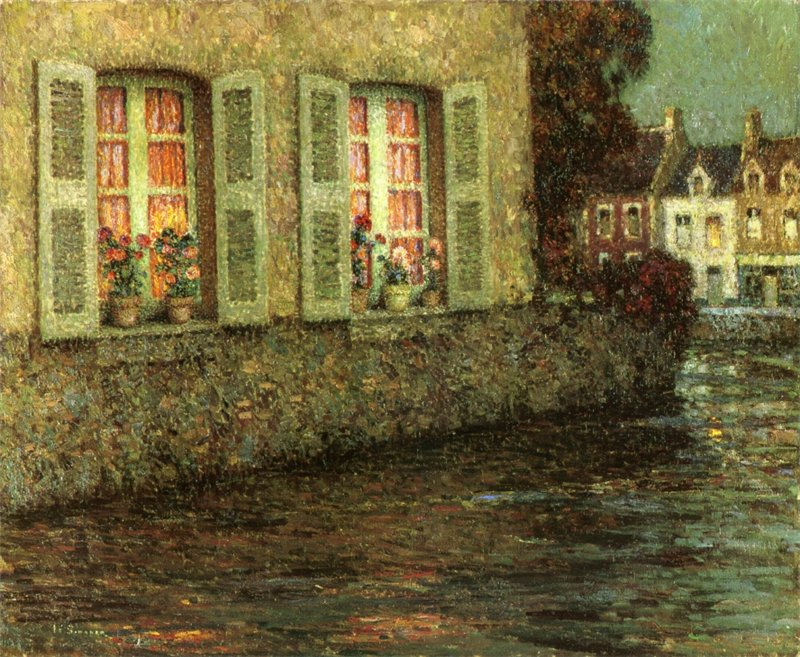
窓
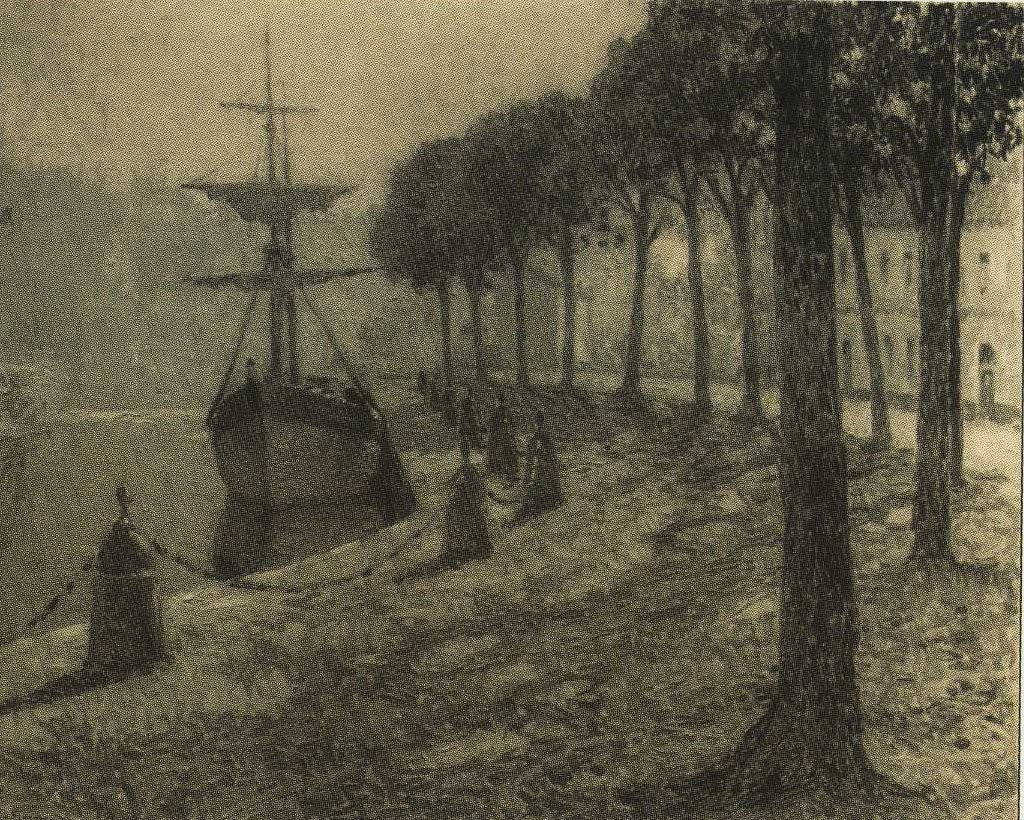
港の木々
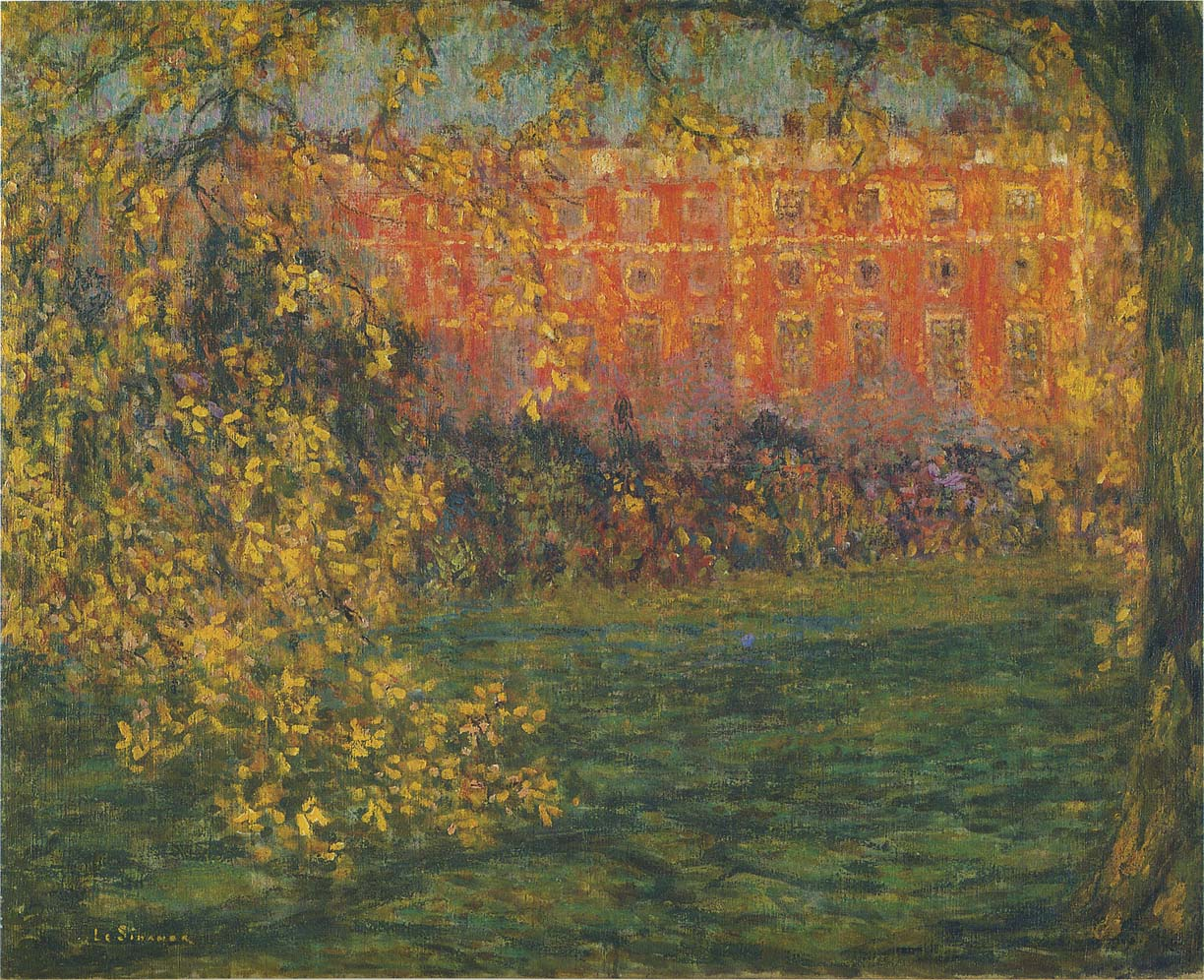
ハンプトンコートの秋
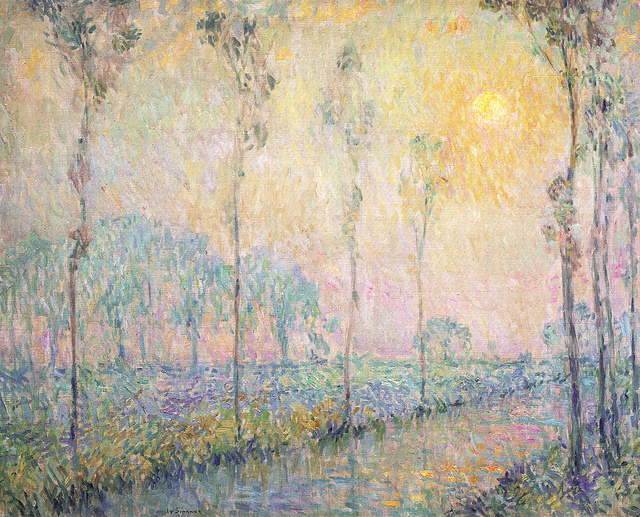
夕暮れの川
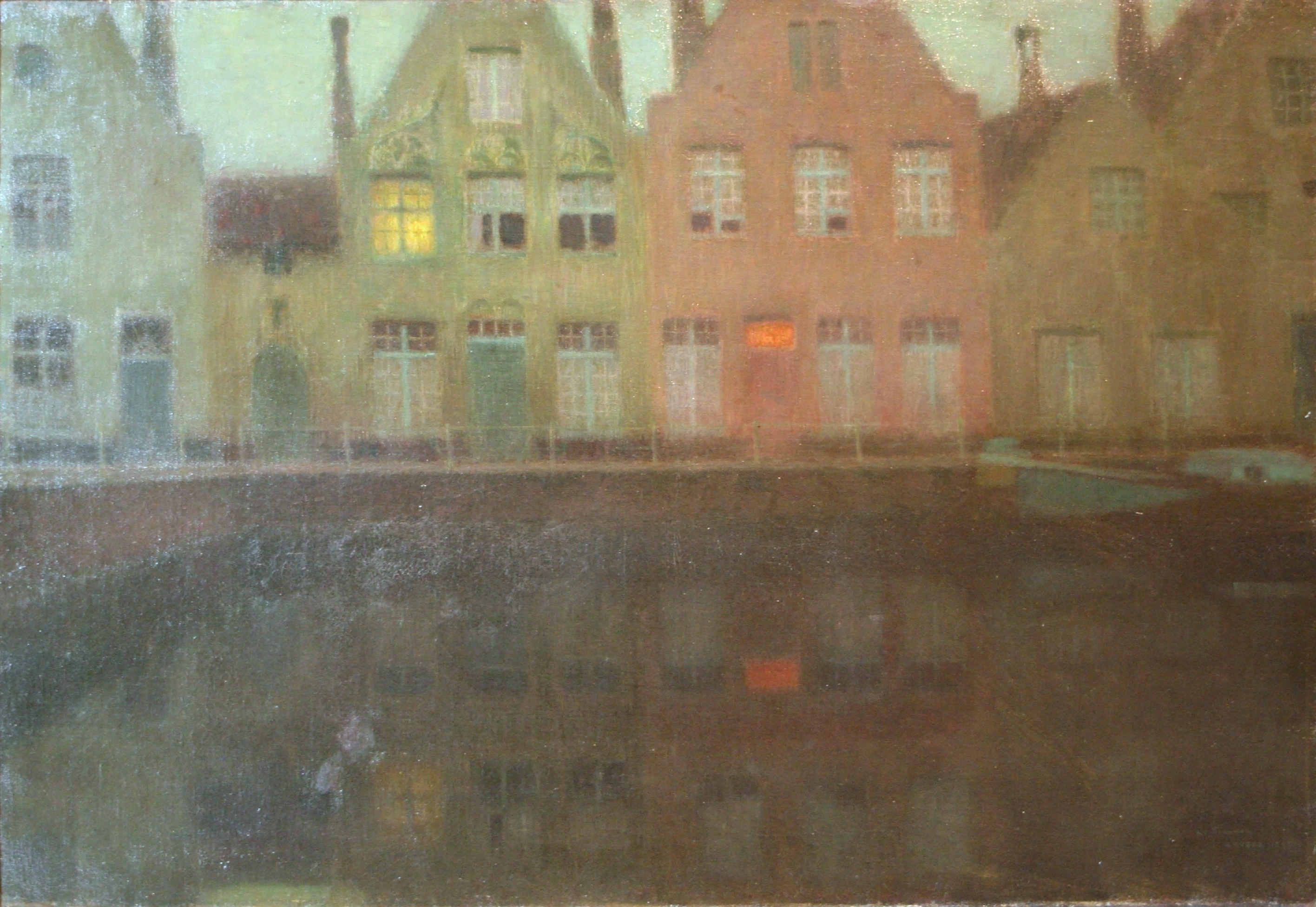
岸壁
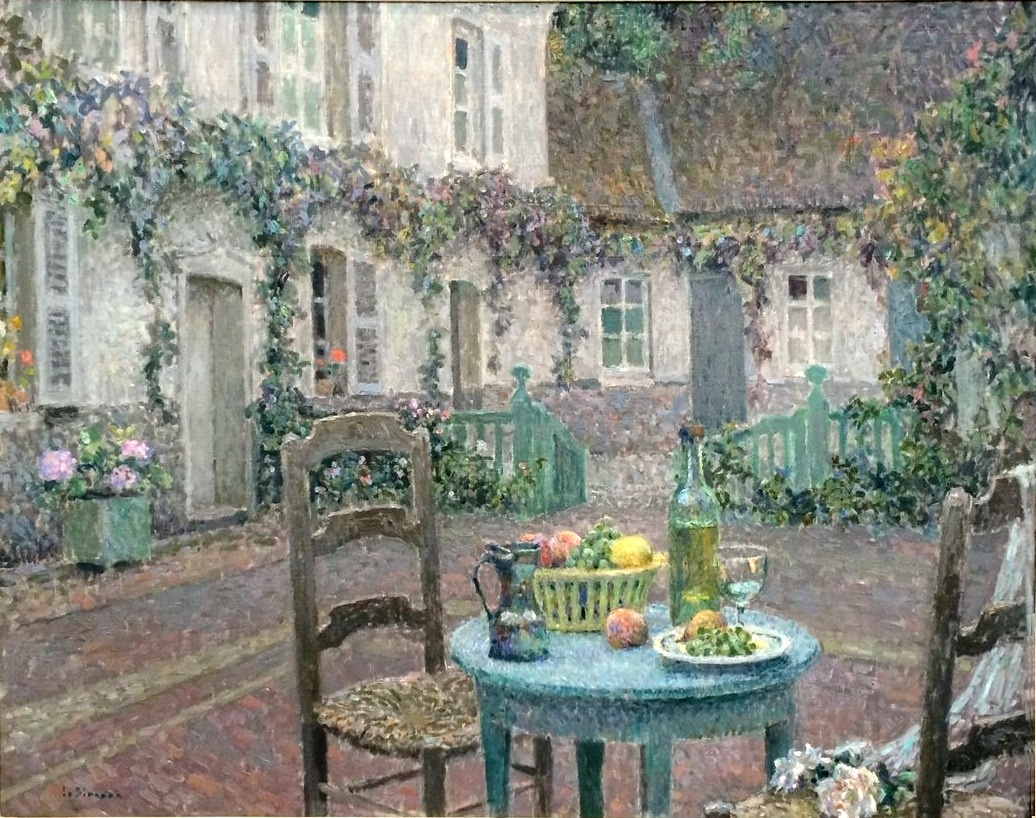
青いテーブル
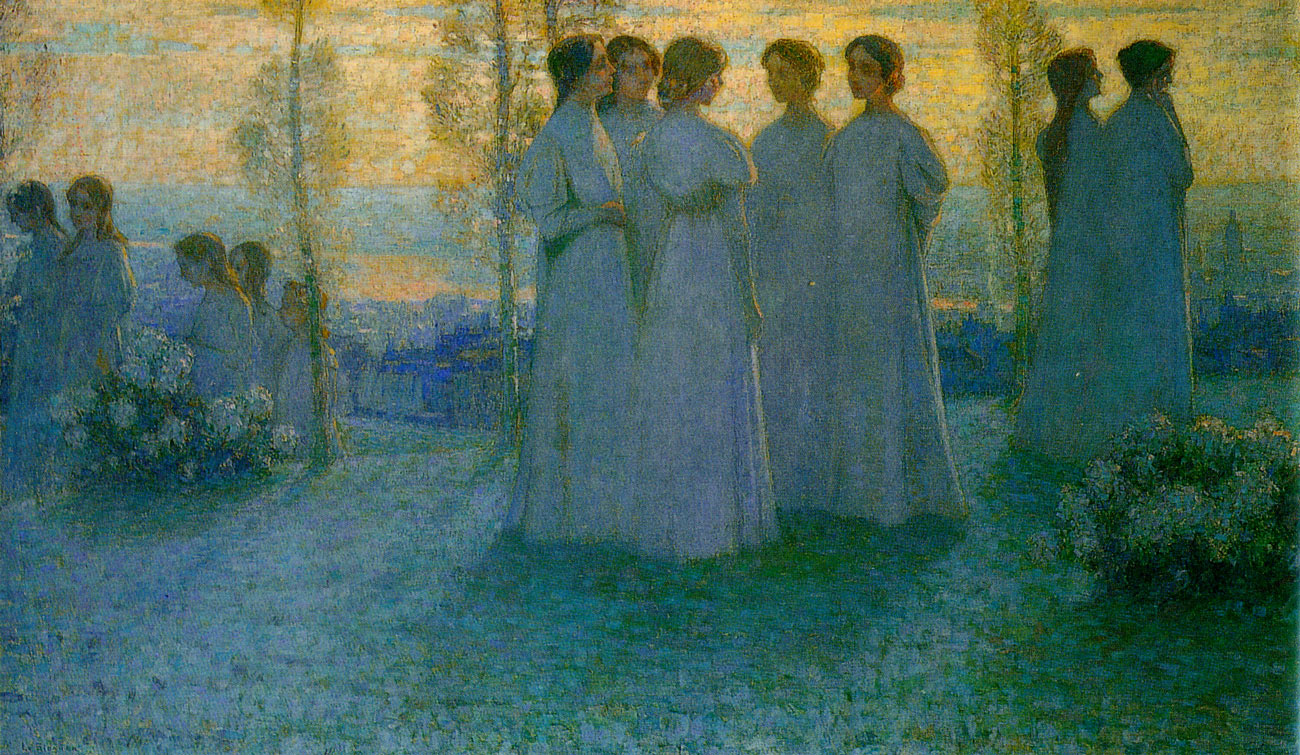
日曜日